# Rubellatoma
Rubellatoma là một chi ốc biển, là động vật thân mềm chân bụng sống ở biển trong họ Conidae, họ ốc cối.

## Các loài
Các loài thuộc chi Rubellatoma bao gồm:
- Rubellatoma diomedea Bartsch & Rehder, 1939[2]
- Rubellatoma rubella (Kurtz & Stimpson, 1851)[3]